# Balme
Balme (Balme anche in piemontese, Bàrmes in francoprovenzale) è un comune italiano di 99 abitanti della città metropolitana di Torino in Piemonte. Si trova nelle Valli di Lanzo e fa parte dell'Unione dei Comuni montani delle Valli di Lanzo, Ceronda e Casternone, ex Comunità montana Valli di Lanzo, Ceronda e Casternone.

## Geografia fisica
Balme è il comune più elevato della Val d'Ala. Quest'ultima fa parte delle Alpi Graie ed è quella centrale delle tre valli che convergono su Lanzo Torinese (Val grande di Lanzo, Val d'Ala e Valle di Viù), comunemente dette Valli di Lanzo.Il paese deve la sua notorietà alla presenza di sorgenti d'acqua considerata di gran pregio; ogni casetta del luogo è dotata di una propria fontanella zampillante acqua fresca.
Da Balme la strada asfaltata prosegue per altri 5 km e conduce al vasto pianoro del Pian della Mussa sul cui orizzonte si stagliano le imponenti cime dell'Uia di Ciamarella (3.676 m) e dell'Uia di Bessanese (3.604 m).

Balme è composta da frazioni quali Bogone (Bougoùn), Chialambertetto (Tchabartät), Cornetti (Li Cournät), I Frè (Li Frè), Molera (La Mouléri), Molette (Al Moulättes), Pian della Mussa (La Mussa) e Villaggio Albaron (Pian at Bàrmes).

## Origini del nome
Il nome Balme, in dialetto locale Bàrmes, deriva dalla voce di origine celtica balma che indica i ripari sotto roccia, innumerevoli sul territorio. La grande roccia sporgente che funge da protezione alla parte bassa del paese è denominata localmente La Bàrma.

## Storia
Abitato fin dai tempi più antichi, la prima menzione si trova nei conti della Castellania di Lanzo del XIV secolo. Fino al XVII secolo il borgo era frazione di Ala di Stura, ottenendo solo nel 1610 la propria autonomia amministrativa su iniziativa di Giovanni Castagneri Ljnch (Gian di Lèntch), abile e dinamico imprenditore stabilitosi in alta valle, dove nel 1591 aveva concluso la costruzione della casa-forte del Routchàs.
Nel 1612 il nobile stesso fece costruire la chiesa parrocchiale, consacrata l'anno successivo. Nel 1769 monsignor Francesco Rorengo di Rorà, durante una visita pastorale, notò il degrado della chiesa, per cui decise di finanziarne la costruzione di una nuova a sue spese, l'attuale chiesa della Santissima Trinità. Nel corso dei secoli gli abitanti si dedicarono via via alla pastorizia, allo sfruttamento delle miniere e al commercio con la vicina Savoia. Proprio il contrabbando tra gli alti colli a tremila metri preparerà i balmesi all'accoglienza dei primi alpinisti nella seconda metà dell'Ottocento.
Molti montanari si trasformeranno così in guide alpine (la più nota fu Antonio Castagneri), avviando un lungo periodo di crescita turistica, culminante con la costruzione di numerose attività alberghiere e di prestigiose ville signorili. Circondata da alte montagne e da sempre rinomata per la sua aria salubre, Balme conserva tuttora tale vocazione turistica, legata alle peculiari caratteristiche paesaggistiche e naturalistiche, alla riscoperta storico-culturale e alle rinnovate strutture sportive rivolte alle famiglie.

### Eventi significativi
- Nel 1876 viene installata una stazione meteorologica, ancora in funzione ai nostri giorni
- Nel 1896 Adolfo Kind utilizza per la prima volta in Italia gli sci tra Balme e Pian della Mussa
- Nel 1916 la celebre attrice teatrale Eleonora Duse vi gira molte scene del suo film Cenere
- Nell’agosto 1922 il parroco del paese Don Giuseppe Perotti e due escursionisti furono sorpresi da una bufera sull`Uia di Ciamarella e perirono tragicamente
- A partire dal 1922, l'acqua captata al Pian della Mussa disseta parte della città di Torino
- Nel 1927 Toni Ortelli, affascinato dal Pian della Mussa, compone il celebre canto La Montanara
- Nel 1939 e per alcuni anni successivi la squadra di calcio del Torino effettua gli allenamenti estivi pre-campionato in paese
- Il 9 maggio 1952 al Pian della Mussa l'ing. Aurelio Robotti effettua per la prima volta in Italia il lancio di un razzo, da lui progettato e realizzato

### Simboli
Nello stemma comunale è raffigurato il triangolo simbolo della SS. Trinità raggiante d'oro, al di sopra della vetta della Bessanese d'argento, movente dalla punta. Vi compare il toponimo in dialetto francoprovenzale "Barmes", espressione che trae origine dai ripari naturali nelle cavità tra le rocce chiamate barmess, e dallo spuntone roccioso detto "barma" che sovrasta e difende dalle valanghe la parte del capoluogo dove sorgono la chiesa e il municipio. Nel 2003 il Comune si è dotato di un gonfalone che si presenta come un drappo partito di rosso e di bianco.

## Economia
Nelle aziende agricole operanti negli alpeggi del territorio comunale viene prodotta la Toma di Balme, formaggio compreso tra i 201 ancora in produzione in Italia riconosciuti da Slow Food.
Presso la frazione Villaggio Albaron ha sede l'azienda "Pian della Mussa Acque Minerali s.r.l." che dal 1975 imbottiglia l'acqua della vicina fonte Sauzè.
L'economia locale è basata fortemente sul turismo e sono numerose le attività commerciali e alberghiere presenti.

## Il Pian della Mussa
Il Pian della Mussa è una vasta pianura erbosa di forma oblunga, situata a 1.800 metri, incisa dal corso della Stura di Lanzo e circondata dall'arco delle Alpi, culminanti nell'Uia Bessanese di 3.604 metri e nell'Uia di Ciamarella di 3.676 metri. In origine sul luogo si trovava un ghiacciaio che, trasformatosi in un grande lago, si colmò poi di materiali alluvionali. I cercatori di minerali vi trovano ancora i granati, in particolare sul monte Testa Ciarva (2.364 m), cristalli commerciati in passato e presenti nei migliori musei del mondo.
La strada che porta all'altopiano, chiusa durante l'inverno, termina al rifugio Città di Cirié a quota 1.850 metri, punto di partenza per numerose escursioni e passeggiate. Una di queste si trova a 2.659 metri al rifugio Gastaldi, sul fianco sud-orientale dell'Uia Bessanese.
La gelida acqua del Pian della Mussa, che sgorga copiosa dalle fonti circostanti l'altopiano, è conosciuta in tutta la città metropolitana di Torino per la sua bontà. Le sue sorgenti furono acquistate nel 1896 dalla città di Torino e, dopo un lungo periodo di lavori, dal 1922 alimentano il suo acquedotto. Grazie alle sue proprietà l'acqua dell'altopiano rifornisce l'equipaggio americano della Stazione spaziale internazionale. Infatti, tra le diverse fonti di approvvigionamento, l'acqua del Pian della Mussa arriva alla Centrale di Venaria, in via Stefanat, ed è destinata agli astronauti statunitensi che privilegiano un'acqua a basso contenuto di sali minerali.

## Società

### Evoluzione demografica
In 150 anni la popolazione balmese si è ridotta notevolmente fino ad arrivare a 95 abitanti nel 2011 contro i 431 del 1861, per poi risalire lentamente negli anni successivi (110 nel 2021).
Abitanti censiti

## Amministrazione
| Periodo          | Periodo          | Primo cittadino              | Partito      | Carica  | Note |
| ---------------- | ---------------- | ---------------------------- | ------------ | ------- | ---- |
| 31 maggio 1985   | 6 giugno 1990    | Luciano Porino               | lista civica | sindaco |      |
| 6 giugno 1990    | 11 dicembre 1992 | Umbro Tessiore               | lista civica | sindaco |      |
| 29 dicembre 1992 | 24 aprile 1995   | Luciano Porino               | lista civica | sindaco |      |
| 24 aprile 1995   | 14 giugno 1999   | Mauro Marucco                | lista civica | sindaco |      |
| 14 giugno 1999   | 8 giugno 2009    | Giovanni Battista Castagneri | lista civica | sindaco |      |
| 8 giugno 2009    | 26 maggio 2014   | Mauro Marucco                | lista civica | sindaco |      |
| 26 maggio 2014   | 27 maggio 2019   | Bruno Dematteis              | lista civica | sindaco |      |
| 27 maggio 2019   | 6 giugno 2024    | Giovanni Battista Castagneri | lista civica | sindaco |      |
| 9 giugno 2024    | "in carica"      | Alberto Scatolero            | lista civica | sindaco |      |